# Шеровичи (Руднянский район)
Шеровичи — деревня в Руднянском районе Смоленской области России. Входит в состав Чистиковского сельского поселения. Население — 581 житель (2007 год). 

## Общие сведения
Расположена в западной части области в 2 км к юго-востоку от Рудни, через деревню проходит автодорога А141 Орёл — Витебск. В 2 км южнее деревни расположена железнодорожная станция О.п. 450-й км на линии Смоленск — Витебск.
В населенном пункте имеется неполная средняя школа, два магазина, фельдшерский пункт, библиотека. По выходным работает местный ДК.

## История
В годы Великой Отечественной войны деревня была оккупирована гитлеровскими войсками в июле 1941 года, освобождена в октябре 1943 года.